# 나메스토보구

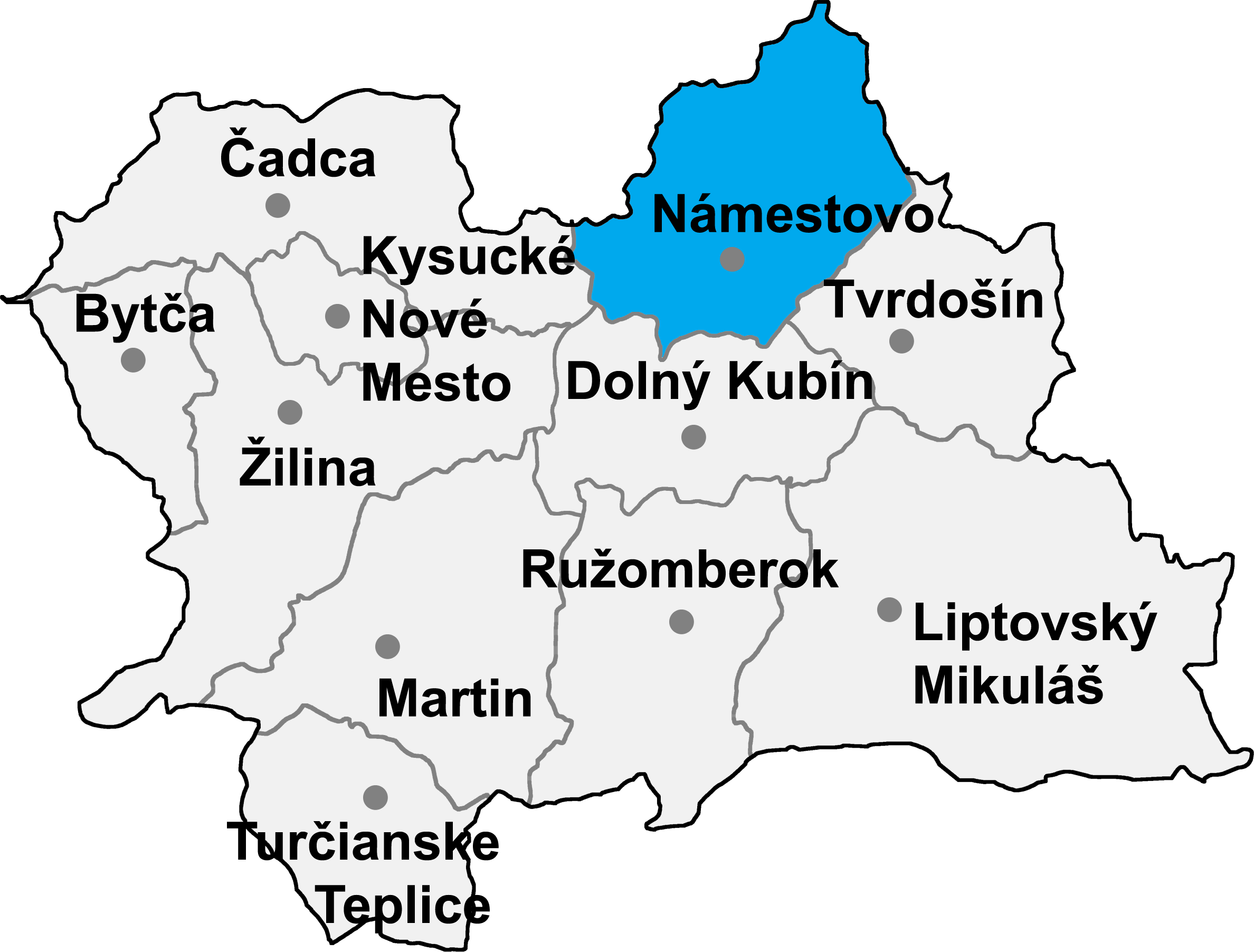
나메스토보구의 위치

나메스토보구(슬로바키아어: Okres Námestovo)는 슬로바키아 질리나주를 구성하는 11개 구 가운데 하나로 행정 중심지는 나메스토보이며 면적은 690.46km2, 인구는 60,954명(2014년 기준), 인구 밀도는 88.28명/km2이다.
질리나주 북동부에 위치하며 24개 지방 자치체(1개 시, 23개 마을)를 관할한다. 서쪽으로는 차트차구, 남쪽으로는 돌니쿠빈구, 남동쪽으로는 트브르도신구와 접하며 동쪽과 북쪽으로는 폴란드와 국경을 접한다.